# Tennistoernooi van Madrid 2015
|                                        |  |                                    |
| Petra Kvitová, winnares bij de vrouwen |  | Andy Murray, winnaar bij de mannen |

Het tennistoernooi van Madrid van 2015 werd van 2 tot en met 10 mei 2015 gespeeld op de gravel-banen van het Manzanares Park Tennis Center ("Caja Mágica") in de Spaanse hoofdstad Madrid. De officiële naam van het toernooi was Mutua Madrid Open.
Het toernooi bestond uit twee delen:
- WTA-toernooi van Madrid 2015, het toernooi voor de vrouwen
- ATP-toernooi van Madrid 2015, het toernooi voor de mannen

## Toernooikalender
| Madrid            | mei 2015 | mei 2015 | mei 2015 | mei 2015 | mei 2015 | mei 2015 | mei 2015 | mei 2015    | mei 2015     | mei 2015     | mei 2015 |
| Madrid            | zat 2    | zon 3    | maa 4    | din 5    | din 5    | woe 6    | woe 6    | don 7       | vrĳ 8        | zat 9        | zon 10   |
| ----------------- | -------- | -------- | -------- | -------- | -------- | -------- | -------- | ----------- | ------------ | ------------ | -------- |
| vrouwenenkelspel  | 1e ronde | 1e ronde | 2e ronde | 2e ronde | 2e ronde | 3e ronde | 3e ronde | kwartfinale | halve finale | finale       |          |
| vrouwendubbelspel | 1e ronde | 1e ronde | 1e ronde | 2e ronde | 2e ronde | 2e ronde | 2e ronde | kwartfinale | halve finale | finale       |          |
| mannenenkelspel   |          | 1e ronde | 1e ronde | 1e ronde | 2e ronde | 2e ronde | 2e ronde | 3e ronde    | kwartfinale  | halve finale | finale   |
| mannendubbelspel  |          |          | 1e ronde | 1e ronde | 1e ronde | 1e ronde | 2e ronde | 2e ronde    | kwartfinale  | halve finale | finale   |

ATP-toernooi van Madrid – WTA-toernooi van Madrid

2009 · 2010 · 2011 · 2012 · 2013 · 2014 · 2015 · 2016 · 2017 · 2018 · 2019 · 2020 · 2021 · 2022 · 2023 · 2024